# Monte Takahe
El monte Takahe es un gran volcán en escudo cubierto de nieve que se encuentra a 64 km al SE de la montaña Toney en la tierra de Marie Byrd, Antártida. Tiene forma circular, abarcando unos 29 km, y su caldera mide unos 8 km de diámetro. Tiene una altitud de 3460 m y con un volumen de 780 km³, es un volcán muy grande. Se cree que el volcán puede haber tenido su última erupción en el Holoceno, y por lo tanto es un volcán potencialmente activo. 
Probablemente Takahe se encuentra entre las montañas que fueran observadas desde lejos por el Almirante Byrd y los miembros del USAS en vuelos realizados desde el barco Bear el 24 y 25 de febrero de 1940. Fue visitado en diciembre de 1957 por miembros del Marie Byrd Land Traverse Party, 1957-1958, quienes lo designaron con dicho nombre. "Takahe," es el nombre maorí de una ave no voladora casi extinta de Nueva Zelandia, y era el sobrenombre del avión U.S. Navy LC-47 cuya tripulación abasteció a grupo expedicionario cerca de la montaña y prestó apoyo mediante reconocimiento aéreo para identificar rutas factibles para la expedición.

## Gill Bluff
Gill Bluff (76°14′S 112°33′O / -76.233, -112.550) es una pared de roca en el lateral noroeste del monte Takahe, en la Marie Byrd Land. Fue indicada en mapas por el  United States Geological Survey (USGS) a partir de relevamientos terrestres y fotos aéreas de la U.S. Navy 1959-66. Fue nombrado por el Advisory Committee on Antarctic Names (US-ACAN) en honor a Allan Gill, un investigador de auroras polares en la base Byrd en 1963.